# ترکه‌دندانان
ترکه‌دندانان (نام علمی: Rhabdodontidae) نام یک تیره از راسته پرنده‌کفلان است.